# Sukhoi Su-8
Sukhoi Su-8 hay DDBSh (tiếng Nga: Су-8 ДДБШ - Двухмоторный Двухместный Бронированный Штурмовик - Máy bay cường kích 2 động cơ 2 chỗ bọc sắt) là một mẫu máy bay cường kích thử nghiệm hạng nặng của Liên Xô trong chiến tranh vệ quốc vĩ đại.

## Phát triển
Trong khi Sukhoi đang hoàn thiện máy bay tấn công hạng nhẹ Sukhoi Su-6, OKB cũng phát triển một loại máy bay to lớn, bọc sắt và được trang bị nhiều vũ khí có tên gọi Su-8. 2 mẫu đã được hoàn thành vào năm 1943 và trải qua sự thử nghiệm tại nhà máy vào năm 1944, nhưng không được chính phủ chấp nhận vì động cơ không dùng được của nó loại M-71. Một sự nỗ lực với động cơ thứ hai là loại Mikulin AM-42 không được thấy trong phát triển xa nữa.
Su-8 được xây dựng pha trộn. Buồng lái bọc sắt, với thân máy bay làm bằng nhôm và cái đuôi được làm bằng gỗ. Cánh máy bay được làm bằng thép và nhôm. Những đuôi lái phía sau được làm bằng kim loại. Ngoài buồng lái, động cơ, thùng nhiên liêu, và bình tản nhiệt bằng dầu hoàn toàn bọc sắt, với trọng lượng áo giáp lên tới 1680 kg (3.705 lb), nhiều hơn 2 lần so với trên Ilyushin Il-2.

## Quốc gia sử dụng
Liên Xô
- Không quân Xô viết

## Thông số kỹ thuật (Su-8)
Dữ liệu 

### Đặc điểm riêng
- Phi đoàn: 2
- Chiều dài: 13,5 m
- Sải cánh: 20,5 m
- Chiều cao: 4.035 m
- Diện tích cánh: 60 m² (646 ft²)
- Trọng lượng rỗng: 9180 kg (20.240 lb)
- Trọng lượng cất cánh: 12425 kg (27.390 lb)
- Trọng lượng cất cánh tối đa: 13380 kg (29.500 lb)
- Động cơ: 2× Shvetsov M-71F, công suất 1640 kW (2.200 hp) mỗi chiếc

### Hiệu suất bay
- Vận tốc cực đại: 550 km/h (300 knots, 340 mph) trên cao 4600 m (15.090 ft)
- Tầm bay: 1450 km (785 nm, 900 mi)
- Trần bay: 9000 m (29.530 ft)
- Vận tốc lên cao: 9 phút/ 5 000 m (16.405 ft)
- Lực nâng của cánh: n/a
- Lực đẩy/trọng lượng: n/a

### Vũ khí
- 4x pháo 37 mm (1.46 in) Nudelman N-37 hoặc 4x pháo 45 mm (1.78 in) Nudelman N-45
- 8x súng máy ShKAS 7.62 mm (0.30 in)
- 1x súng máy 12.7 mm (0.50 in) UBT
- 1x súng 7.62 mm ShKAS
- Tổng trọng lượng đạn dược 232 kg (510 lb)
- Mang được 1400 kg (3.085 lb) bom

## Nội dung liên quan
Sukhoi Su-3 - Sukhoi Su-4 - Sukhoi Su-5 - Sukhoi Su-6 - Sukhoi Su-7 (I) - Sukhoi Su-8 - Sukhoi Su-9 (1946)